# Syngnathus euchrous
Syngnathus euchrous és una espècie de peix de la família dels singnàtids i de l'ordre dels singnatiformes.

## Morfologia
- Els mascles poden assolir 25 cm de longitud total.[4][5]

## Reproducció
És ovovivípar.

## Hàbitat
És un peix marí de clima subtropical que viu entre 0-11 m de fondària.

## Distribució geogràfica
Es troba des de Redondo Beach (sud de Califòrnia, Estats Units) fins a la Baixa Califòrnia (Mèxic).